# 太平县 (北齐)
太平县，中国古县名。
始设于北齐天保七年（556年），治所在今山西省大同市西20公里口泉附近。北周时太平县改称云中县，隋朝时又改为云内县。